# Yvette Amice
Yvette Amice (* 4. Juni 1936; † 4. Juli 1993 in Praz-Coutant, Gemeinde Passy) war eine französische Mathematikerin, die sich mit p-adischer Analysis und Zahlentheorie befasste.
Amice verlor früh ihren Vater, war eine brillante Schülerin und studierte ab 1956 Mathematik an der École normale supérieure de jeunes filles (ENSJF) in Sèvres, mit dem Agrégation (Abschluss) 1959. Danach war sie Assistentin an der Faculté des sciences de Paris und anschließend Maître de conférences an der Universität Tours und an der Universität Poitiers (1964/65). 1965 wurde sie bei Charles Pisot promoviert (Interpolation p-adique). Das Thema „p-adische Interpolation“ war auch Gegenstand ihres Cours Peccot am Collège de France 1966. Ab 1966 war sie Professorin an der Universität Bordeaux, ab 1968 an der Universität Poitiers und ab 1970 an der neu gegründeten Universität Paris VII. In den 1970er Jahren leitete sie die Fakultät für Mathematik an der ENSJF in Sèvres als Nachfolgerin von Pierre Samuel. Gleichzeitig bekleidete sie Führungsfunktionen an der Universität Paris VII: 1975 bis 1978 leitete sie die Fakultät für Mathematik, 1978 bis 1981 war sie Vizepräsidentin.
Amice begann ihre Forschungen in der p-adischen Analysis in einer Zeit, als das Gebiet einen Aufschwung erlebte (p-adische L-Funktionen von Heinrich-Wolfgang Leopoldt und Tomio Kubota, Beweis der Rationalität der Zetafunktion in den Weil-Vermutungen durch Bernard Dwork mit p-adischen Methoden, Erscheinen des Buches Corps Locaux von Jean-Pierre Serre 1962). Sie knüpfte insbesondere an die Arbeiten von Kurt Mahler (1958) in ihren Untersuchungen zur p-adischen Interpolation an. Sie gründete eine französische Schule in der p-adischen Analysis, deren Stand sie 1975 in einem Buch zusammenfasste.
Mit Philippe Robba leitete sie ab 1973 ein eigenes Seminar über p-adische Analysis (Groupe de travail d’analyse ultramétrique) am Institut Henri Poincaré.
1975 war sie Präsidentin der Société mathématique de France (SMF). Dort war sie u. a. an der Gründung des CIRM in Luminy, Marseille beteiligt (zusammen mit Georges Poitou). 1991 wurde sie Mitglied der Ehrenlegion.
Zu ihren Doktoranden gehörten Daniel Barsky und Jean Fresnel.

## Schriften
- Les nombres p-adiques, Presse Universitaire de France 1975
- Interpolation p-adique, Bulletin SMF, Band 92, 1964, S. 117–180, Online
- Analyse p-adique, Seminaire Delange-Pisot-Poitou, Théorie des Nombres, Band 1, 1959/60, Exposé 4, Online
- Conjecture de Schanuel sur la transcendance d’exponentielles, Seminaire Bourbaki, Nr. 382, 1970/71, Online